# سویل حاجیوا
سویل اینشالا گزه حاجیوا (به ترکی آذربایجانی: Sevil İnşalla qızı Hacıyeva) (۲۳ آوریل ۱۹۷۵، باکو - ) رهبر ارکستر اهل جمهوری آذربایجان است. او فارغ‌الحصیل رشتۀ پیانو از مدرسۀ موسیقی شارویف است و در سال‌های ۱۹۹۳-۱۹۹۹ مدرک لیسانس و فوق‌لیسانس خود را در رهبری ارکستر از آکادمی موسیقی باکو دریافت کرده‌است و از سال ۲۰۰۳ سررهبر گروه کر آکادمی ملی اپرا و تئاتر باله آذربایجان است. او در سال ۲۰۰۵ لقب خادم هنر افتخاری جمهوری آذربایجان را دریافت نمود.